# Hans Ruppersberg
Hans Ruppersberg (* 31. August 1889 in Saarbrücken; † 4. Juli 1963 ebenda) war ein deutscher Jurist. Er war von 1924 bis 1935 Bürgermeister von Homburg und von 1935 bis 1946 Bürgermeister von Neunkirchen.

## Leben
Hans Ruppersberg wuchs als Sohn des Saarbrücker Heimatforschers und Universitätsprofessors Albert Ruppersberg auf. Nach seiner juristischen Ausbildung war Hans Ruppersberg Justitiar beim Kreis Ottweiler. Von 1924 bis 1935 war er Bürgermeister der Stadt Homburg. Am 29. August 1935 wurde er nach der Entlassung Georg Blanks auf Empfehlung der NSDAP zum Bürgermeister von Neunkirchen ernannt. In seiner Amtszeit beteiligte er sich am Abbau demokratischer Strukturen im Gemeinwesen. Er war außerdem für die nationalsozialistischen Arbeitsmaßnahmen verantwortlich. In seinen Zuständigkeitsbereich fiel der Bau von Luftschutzanlagen für die Zivilbevölkerung. Auch war er maßgeblich an dem Umbau des ehemaligen Hofgutes Furpach zum Wohngebiet beteiligt.
Ruppersberg wurde am 19. Februar 1940 zur Wehrmacht eingezogen und konnte sein Amt nicht mehr ausführen. Er wurde daher von wechselnden Funktionären vertreten. Die US-amerikanische Besatzung ernannte nach dem Krieg seinen Vorgänger zum Bürgermeister. Nach dessen Ausscheiden aus gesundheitlichen Gründen übernahm Friedrich Brokmeier das Amt des Bürgermeisters. Ruppersberg wurde aber erst am 30. September 1946 in den Ruhestand versetzt.
1954 baute Ruppersberg im Auftrag der Stadt Homburg das dortige Stadtarchiv auf.